# Fräulein Huser
Pour plus de détails, voir Fiche technique et Distribution.
Fräulein Huser est un film suisse réalisé par Leonard Steckel (de) sorti en 1940.
Il s'agit de l'adaptation du roman Im Namen der Liebe de Rösy von Känel (de).

## Synopsis
Irene Hauser, alias Reni Huser, est une jeune couturière zurichoise issue d'un milieu bourgeois très conservateur. Elle est au service du salon de mode « Maison Marion ». Un soir, alors qu'elle s'apprête à rentrer du travail, elle est renversée par une voiture. La jeune femme timide ne déteste rien de plus que d'être le centre de l'attention du public, Irene fuit la foule des passants dans le véhicule qui a causé l'accident. Elle supplie le chauffeur de partir immédiatement. Derrière le volant se trouve un homme d'âge moyen, le constructeur marié Peter Frank. Il aime la jeune femme et n'est pas opposé à une liaison. Dans les jours qui suivent, Frank ramène Irene du salon de mode tous les soirs.
Mlle Hauser est d'abord impliquée dans cette liaison, mais elle découvre que Peter Frank n'est pas libre et a un fils presque adulte. Pour ne rien arranger, Mme Frank est aussi une bonne cliente du salon de mode. Irene veut alors se débarrasser de Peter, mais il s'avère extrêmement collant. Il persuade Mlle Hauser de passer quelques jours avec lui dans un hôtel genevois. Il lui promet qu'il veut divorcer de sa femme. Mais Mme Frank met la pression. Un jour, Irène, qui jusqu'à présent a vécu très modestement et fidèlement selon des principes moraux, en vient au cas de conscience. Lorsque son père archi-conservateur prend également la parole et fulmine sur le caractère sacré du mariage, qui ne doit être ni sali ni détruit, Irène fuit la maison parentale en panique. Mlle Hauser erre toute la nuit dans Zurich et a brièvement l'idée de se suicider. Le lendemain, elle retourne sur son lieu de travail avec la ferme intention de ne plus jamais revoir Peter.

## Fiche technique
- Titre original : Fräulein Huser
- Réalisation : Leonard Steckel (de)
- Scénario : Richard Schweizer, Horst Budjuhn
- Musique : Paul Burkhard
- Direction artistique : Werner Dressler
- Photographie : Emil Berna, Gérard Perrin
- Son : Leo Wullimann
- Montage : Käthe Mey
- Production : Lazar Wechsler
- Société de production : Praesens-Film
- Société de distribution : Praesens-Film
- Pays d'origine :  Suisse
- Langue : suisse allemand
- Format : Noir et blanc - 1,37:1 - Mono - 35 mm
- Genre : Drame
- Durée : 104 minutes
- Dates de sortie :
  -  Suisse : 16 avril 1940.

## Distribution
- Trudi Stössel : Irene Hauser, surnommée Reni Huser
- Emil Hegetschweiler : M. Hauser, son père
- Ellen Widmann : la mère Hauser
- Alfred Lohner : Peter Frank
- Margarethe Schell-Noé : son épouse
- Elsie Attenhofer : Colette
- Alfred Rasser : Kramer, inventeur
- Johannes Steiner : Bächtold, professeur de piano
- Marie-Eve Kreis : Mme Marion

## Production
Lazar Wechsler souhaite un film pour un public féminin et produire un mélodrame suisse. Il s'intéresse à Rösy von Känel (de) qui anime une émission de radio populaire sur le mariage. Il choisit d'adapter son roman Im Namen der Liebe vendu à 23 000 exemplaires en Suisse après sa publication en 1938. Le réalisateur interne du Praesens-Film, Leopold Lindtberg, devait réaliser le film, mais il refuse ce projet de film. Wechsler se tourne vers Leonard Steckel (de), metteur en scène allemand en exil, dont il s'agit de la première réalisation.
Le tournage a lieu de février à mars 1940 dans le studio Rosenhof (prises de vue en studio) ainsi qu'à Zurich et Genève. 
Le film est un fiasco financier et artistique. Alors que la Seconde Guerre mondiale vient d'éclater, on critique l'inattention de la réalisation et les principes petit-bourgeois. Beaucoup de ceux qui ont participé à cette production se sont par la suite distancés de Fräulein Huser. Après cela, l'actrice principale, la jeune Trudi Stössel, ne s'est plus vu proposer de film. L'échec est tel que Wechsler ne veut plus rien avoir à faire avec le film et pendant longtemps il fut considéré comme détruit par son producteur.